# Ryszard Pilarczyk

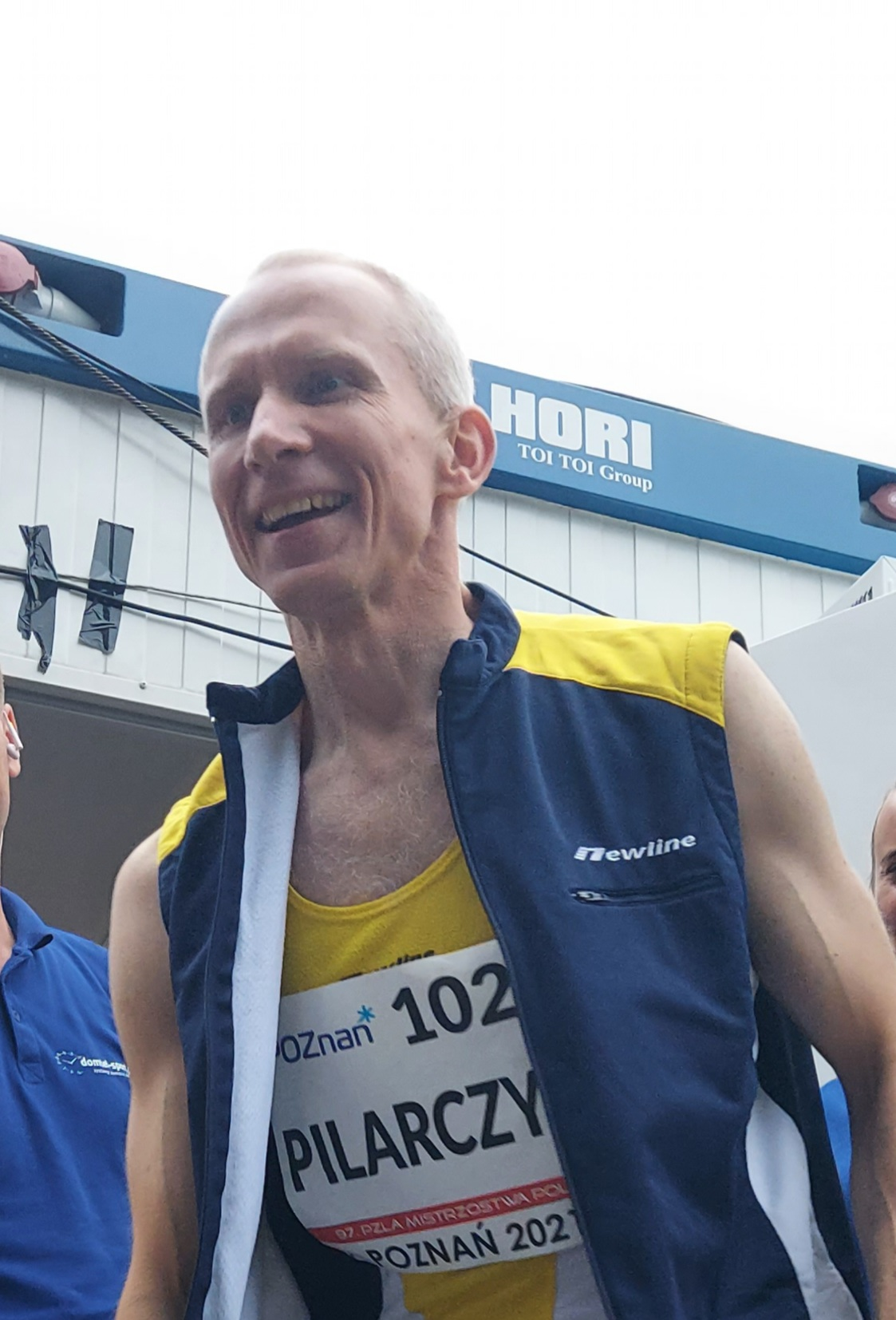
Ryszard Pilarczyk

Ryszard Pilarczyk (* 5. November 1975) ist ein ehemaliger polnischer Sprinter.
1997 gewann er bei den U23-Europameisterschaften in Turku Bronze über 200 Meter und Silber in der 4-mal-100-Meter-Staffel. Bei den Weltmeisterschaften in Athen erreichte er über 100 Meter das Viertelfinale und schied über 200 Meter im Vorlauf aus.
Im Jahr darauf wurde er bei den Halleneuropameisterschaften in Valencia Fünfter über 60 Meter. Bei den Europameisterschaften in Budapest gelangte er über 100 Meter ins Halbfinale und holte mit der polnischen 4-mal-100-Meter-Stafette die Bronzemedaille.
Bei den Olympischen Spielen 2000 in Sydney und bei den Weltmeisterschaften 2001 in Edmonton kam er mit der polnischen Stafette auf den achten bzw. den sechsten Platz, bei den Europameisterschaften 2002 errang er mit ihr Silber.
1996 und 1997 wurde er polnischer Meister über 100 Meter. In der Halle holte er je zweimal den nationalen Titel über 60 Meter (1996, 1999) und über 200 Meter (1997, 2000).

## Persönliche Bestzeiten
- 60 m (Halle): 6,59 s, 27. Februar 1998, Valencia
- 100 m: 10,26 s, 2. August 1997, Athen
- 200 m: 20,69 s, 17. August 1997, Krakau
  - Halle: 20,96 s, 13. Februar 1999, Dortmund